# Salix lucida
Salix lucida är en videväxtart som beskrevs av Henry Ernest Muhlenberg. Salix lucida ingår i släktet viden, och familjen videväxter.

## Underarter
Arten delas in i följande underarter:
- S. l. caudata
- S. l. lasiandra
- S. l. lucida

## Bildgalleri

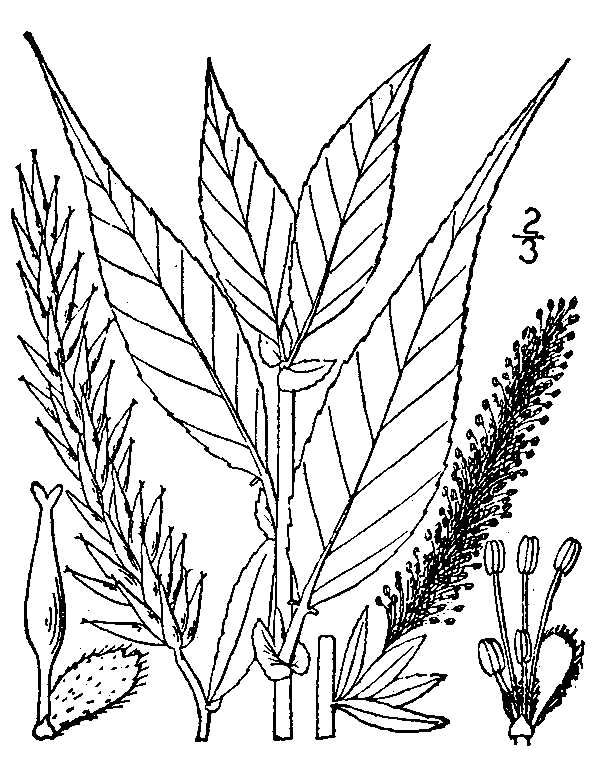
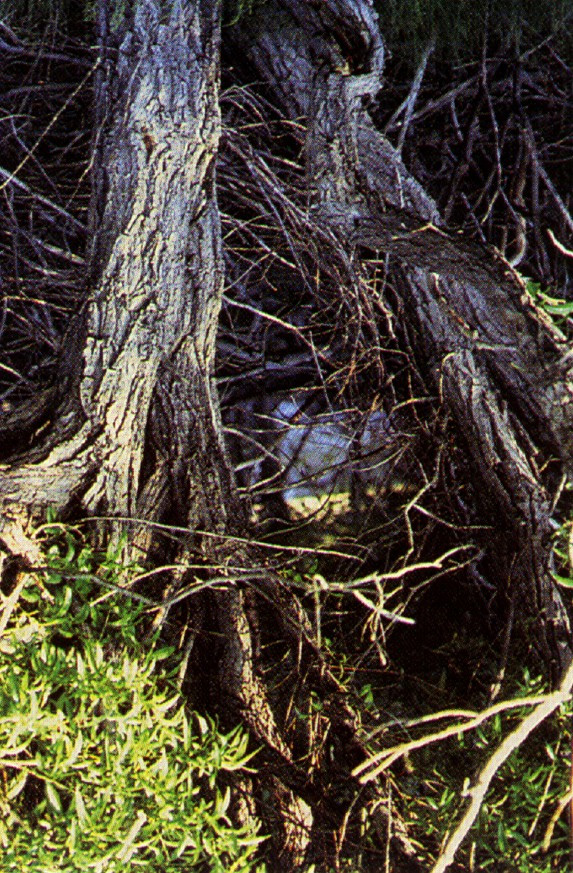
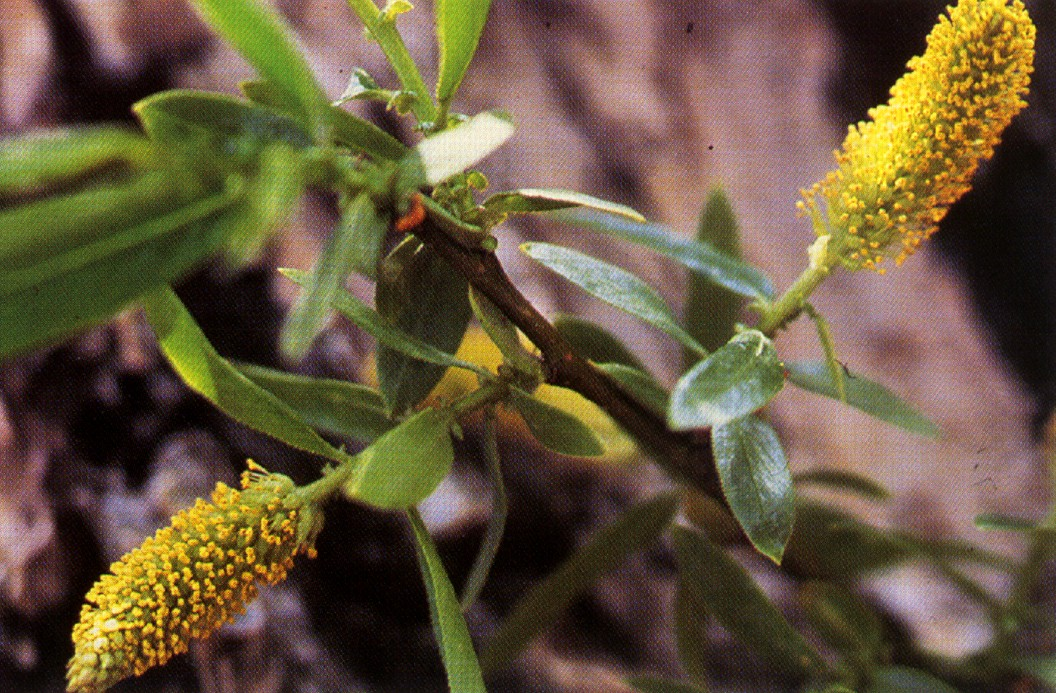